# Zach Whitecloud
Zach Whitecloud (né le 28 novembre 1996 à Brandon dans la province du Manitoba au Canada) est un joueur professionnel canadien de hockey sur glace. Il évolue au poste de défenseur. Il est d'origine dakota.

## Biographie
Whitecloud naît le 28 novembre 1996 à Brandon, au Manitoba. Il grandit dans la Sioux Valley First Nation. Whitecloud commence à patiner à l'âge de deux ans.

### Carrière en club
En 2012-2013, il joue son premier match en junior avec les Terriers de Portage dans la Ligue de hockey junior du Manitoba mais c'est avec les Oil Capitals de Virden qu'il parvient à gagner sa place lors de la fin de la saison suivante. En 2016-2017, il s'aligne avec les Beavers de l'Université de Bemidji State dans le championnat NCAA. 
Whitecloud signe un contrat d'entrée de trois ans avec les Golden Knights de Vegas le 8 mars 2018. Le 5 avril 2018, il joue son premier match dans la Ligue nationale de hockey chez les Oilers d'Edmonton. Il est assigné aux Wolves de Chicago, club ferme des Golden Knights dans la Ligue américaine de hockey durant la saison 2018-2019. Il marque son premier point dans la LNH, une assistance, le 28 février 2020 face aux Sabres de Buffalo. Il marque son premier but dans la LNH le 6 août 2020 face aux Blues de Saint-Louis lors des séries éliminatoires de la Coupe Stanley. Il remporte la Coupe Stanley 2023 avec les Golden Knights.

### Carrière internationale
Il représente le Canada au niveau international. Il participe à la Coupe Karjala 2017.

## Statistiques

### En club
| Saison     | Équipe                      | Ligue      |     | Saison régulière | Saison régulière | Saison régulière | Saison régulière | Saison régulière |   | Séries éliminatoires | Séries éliminatoires | Séries éliminatoires | Séries éliminatoires | Séries éliminatoires |
| Saison     | Équipe                      | Ligue      | PJ  | B                | A                | Pts              | Pun              | PJ               | B | A                    | Pts                  | Pun                  |                      |                      |
| 2012-2013  | Terriers de Portage         | LHJM       | 1   | 0                | 0                | 0                | 0                | -                | - | -                    | -                    | -                    |                      |                      |
| 2013-2014  | Oil Capitals de Virden      | LHJM       | 1   | 0                | 0                | 0                | 0                | 6                | 1 | 0                    | 1                    | 0                    |                      |                      |
| 2014-2015  | Oil Capitals de Virden      | LHJM       | 57  | 3                | 7                | 10               | 42               | 10               | 1 | 3                    | 4                    | 10                   |                      |                      |
| 2015-2016  | Oil Capitals de Virden      | LHJM       | 59  | 6                | 34               | 40               | 105              | 7                | 2 | 3                    | 5                    | 6                    |                      |                      |
| 2016-2017  | Université de Bemidji State | WCHA       | 41  | 3                | 14               | 17               | 41               | -                | - | -                    | -                    | -                    |                      |                      |
| 2017-2018  | Université de Bemidji State | WCHA       | 36  | 4                | 15               | 19               | 8                | -                | - | -                    | -                    | -                    |                      |                      |
| 2017-2018  | Golden Knights de Vegas     | LNH        | 1   | 0                | 0                | 0                | 0                | -                | - | -                    | -                    | -                    |                      |                      |
| 2018-2019  | Wolves de Chicago           | LAH        | 74  | 6                | 22               | 28               | 52               | 22               | 3 | 12                   | 15                   | 11                   |                      |                      |
| 2019-2020  | Golden Knights de Vegas     | LNH        | 16  | 0                | 1                | 1                | 4                | 20               | 2 | 1                    | 3                    | 6                    |                      |                      |
| 2019-2020  | Wolves de Chicago           | LAH        | 35  | 2                | 5                | 7                | 18               | -                | - | -                    | -                    | -                    |                      |                      |
| 2020-2021  | Golden Knights de Vegas     | LNH        | 51  | 2                | 10               | 12               | 24               | 19               | 1 | 3                    | 4                    | 16                   |                      |                      |
| 2021-2022  | Golden Knights de Vegas     | LNH        | 59  | 8                | 11               | 19               | 20               | -                | - | -                    | -                    | -                    |                      |                      |
| 2022-2023  | Golden Knights de Vegas     | LNH        | 59  | 5                | 7                | 12               | 41               | 22               | 2 | 6                    | 8                    | 21                   |                      |                      |
| 2023-2024  | Golden Knights de Vegas     | LNH        | 61  | 2                | 12               | 14               | 32               | 6                | 0 | 0                    | 0                    | 2                    |                      |                      |
| Totaux LNH | Totaux LNH                  | Totaux LNH | 247 | 17               | 41               | 58               | 121              | 67               | 5 | 10                   | 15                   | 45                   |                      |                      |

### En équipe nationale
| Année | Compétition          |    | PJ | B | A | Pts | Pun | +/-               |  | Résultat |
| 2022  | Championnat du monde | 10 | 2  | 2 | 4 | 6   | +6  | Médaille d'argent |  |          |

## Trophées et honneurs personnels

### WCHA
- 2016-2017 : nommé dans l'équipe des recrues

### LAH
- 2018-2019 : 
  - termine avec le meilleur plus-moins de la saison régulière (+39)
  - termine meilleur passeur des séries éliminatoires de la Coupe Calder

### LNH
- 2022-2023 : remporte la coupe Stanley avec les Golden Knights de Vegas